# Саборна црква у Пакрацу
Саборна црква Свете Тројице у Пакрацу је главни и највећи православни храм у Пакрацу, смештен уз седиште, владичански двор Славонске епархије Српске православне цркве. Саборна црква у Пакрацу је средишња црква епархије.

## Историја
Планинске крајеве Славоније српско становништво насељава већ у 15. веку, склањајући се пред Османлијама. Досељавање је посебно било значајно у 16. веку, после пада Славоније под Османлије. Славонија је тада била прилично пуста, пошто се дотадашње римокатоличко становништво иселило пред Османлијама у Градишће (преци данашњих Градишћанских Хрвата).
Пакрачко-славонска епархија (у чијем саставу је данас Саборна црква Свете Тројице у Пакрацу као главни и највећи православни храм у Пакрацу и средишња црква епархије),  са непрекинутим низом православних епископа на челу од 1704. до данас, под својом духовном јурисдикцијом окупила је, током више од три века, православно становништво Славоније и, нешто краће, северне Хрватске. У 18. веку дефинисана као дијецеза унутар граница Карловачке митрополије, своју је матичну црквену организацију надживела  као заокружен ентитет, да би, у понешто измењеним географским и јурисдикционим оквирима, од 20. века постала део обновљене српске патријаршије.
Остваривање првих околности за развој барокног патронажног система у Пакрачко-славонској епархији везано је за време епископа Никифора Стефановића и његовог наследника Софронија Јовановића (1721–1743–1757). Стефановић је у Пакрац стигао из манастира Хопова, у време када је опасност од постављања новог унијатског епископа у Славонији поново била актуелна, а у  Пакраци је владала елементарна административна, образовна и богослужбена несређеност и потреба за епархијским средиштем.
Кључни патронажни фокус Јовановићевог епископовања било је подизање и опремање катедралне цркве Свете Тројице у Пакрацу. Познато је да је Јовановић припремио услове и обезбедио основна средства за њену градњу пред своју смрт 1757. године, али се његов прецизан удео у том подухвату губи због делимично сачуваних архивских сведочанстава, па се за Саборну цркву у Пакрацу, посвећену Светој Тројици, као период градње узима раздобље од 1745. до 1768. године. Последња деценија Јовановићевог епископовања у Пакрацу протицала у знаку градње катедралне цркве, посла који је изискивао сталне и високе новчане издатке.
Јовановићев наследник Арсеније Радивојевић, који је у Пакрац стигао 1759. године, након двогодишњег администрирања  Јовановића, нашао је  недовршену цркву Свете Тројице и  сасвим несређена имовинска и оставинска питања  и велике проблеме у наставку финансирања послова на  довршењу саборне цркве. Исте је године писао митрополиту и синоду питајући... да ли је покојни епископ Јовановић нешто у новцу завештао архиепископији што бисе могло искористити за довршавање храма Свете Тројице у Пакрацу.
Црква jе првобитно била изграђена у барокном духу,  по узору на пакрачку катедралу коју су градили немачки мајстори — који су у Пакрацу средином 18. века,  као и у осталим деловима Митрополије, за сложеније грађевинске подухвате били ангажовани, поготово грађење репрезентативних засвођених цркава. Па се претпоставља да је неко од страних градитеља, Немац или војни архитекта, учествовао у градњи цркве.
И у периоду од 1893. до 1896. године, када је  здање обновљено, опет је био ангажован Немац, овога пута  чувени немачки архитектa Херман Боле, који је цркви додао неовизантијске елементе.
Извори с почетка 19. века сведоче да је саборна црква имала и зидне слике у унутрашњости, али не прецизирају у којој мери ни који су простори били осликани.  Постоји могућност да је и за овај посао био ангажован Василије Романович с обзиром да је познато да је у Карловачку митрополијуиз Кијева дошао већ као формиран мајстор.
Монументални иконостас у унутрашњости дело је загребачких столара, а иконе су осликали српски сликари Стеван Тодоровић и Живко Југовић. Иконостас је нестао или девастиран у Другом светском рату, као и већи део остале унутрашње опреме.
Црква је 1991. запаљена од стране хрватских снага. Већина црквеног инвентара која је нестала у периоду од 2003. до 2005. године  је делимично обновљена. Цркви до данас није враћен стари сјај.